# Richard Bladworth Angus
Richard Bladworth Angus, né à Bathgate (Écosse) le 28 mai 1831 et décédé à Senneville (Montréal) le 17 septembre 1922, était un homme d'affaires et collectionneur d'art montréalais. 
Formé dans une banque de Manchester, Richard Bladworth Angus émigre à Montréal en 1857 et joint les rangs de la Banque de Montréal dont il devient le directeur-général en 1869. Il sera aussi un des directeurs fondateurs et membre du conseil exécutif du Canadien Pacifique de 1881 à 1922. Il sera président de la Banque de Montréal de 1910 à 1915.
Il est le président de l’Art Association of Montreal (ancêtre du Musée des beaux-arts de Montréal) de 1888 à 1890 et de nouveau en 1902. Il habite une résidence dans le Mille carré doré en plus de posséder une villa cossue à Senneville dans l'ouest de l'île de Montréal.